# Etika veštačke inteligencije
Etika veštačke inteligencije je deo etike tehnologije specifične za robote i druga veštačko inteligentna bića. To je tipično podeljen na robotiku, briga moralnog ponašanja ljudi pri, izgradnji, korišćenju i tretiraju veštačko inteligentnih bića, i etiku mašina, zabrinutost moralnog ponašanja veštačke inteligencije.
Prava robota su moralne obaveze društva prema robotima, veštačkoj inteligenciji, slično kao prava ljudi ili prava životinja. To može da uključuje pravo na život i slobodu, slobodu mišljenja i izražavanja i jednakosti pred zakonom. Ovo pitanje se smatra od strane Instituta za budućnost i Ujedinjenom Kraljevstvu Odeljenja za trgovinu i industriju.

## Pretnja privatnosti
Aleksandar Solženjicin opisuje korišćenje tehnologije prepoznavanja govora u službi tiranije. Ako postoji AI program koj može da razume prirodu jezika i govora , a zatim, uz adekvatne procesorske snage, mogoao bi teoretski slušati svaki telefonski razgovor i pročitati svaki e-mail u svetu, razume ih i dati izveštaj operatorima ovog programa dali je ono što je rekao i tačno ko je to rekao. AI program ovako može dozvoliti vladi ili druge subjekte da efikasno suzbi pobunu i napadaju svoje neprijatelje.

## Pretnja za ljudsko dostojanstvo
Džozef Veizenbaum tvrdi u 1976. da AI tehnologija ne treba da se koristi kao zamena ljudi na pozicijama koje zahtevaju poštovanje i brigu, kao što je bilo koji od ovih:
- predstavnika korisničke službe (AI tehnologija se već koristi za sisteme Govorni telefonskih-based)
- terapeut (kao što je predložio Kenneth Colbi u 1970)
- dadilju za starije (kao što je rekla Pamela McCorduck u svojoj knjizi "Peta generacija")
- vojnik
- sudija
- policajac

Veizenbaum objašnjava da zahtevamo autentične osećanja empatije od naroda na ovim pozicijama. Ako bi ih mašine zamenile, naći ćemo sami otuđeni i frustriran. Veštačka inteligencija, ako se koristi na ovaj način, predstavlja opasnost za ljudsko dostojanstvo. Veizenbaum tvrdi da je činjenica da se zabavljaju mogućnost mašina u ovim pozicijama ukazuje na to da smo iskusili "atrofije ljudskog duha koji dolazi od razmišljanja o sebi kao kompjutera."
Pamela McCorduck uzvraća, govoreći za žene i manjine "Ja bih radije rizikovala sa nepristrasnim računara", ističući da postoje uslovi u kojima bismo radije da imamo automatske sudije i policiju koji nemaju lične ciljeve na sve.
Bill Hibbard piše da je "Ljudsko dostojanstvo zahteva da se trudimo da ukloni naše neznanje o prirodi postojanja, a AI je potreban za te težnje."

## Proizvodnja veštačke inteligencije za rat
Neki stručnjaci i naučnici dovode u pitanje upotrebu robota za vojnu borbu, posebno kada se takvim robotima daje određeni stepen autonomnih funkcija. Američka mornarica je finansirala izveštaj koji ukazuje da kako vojni roboti postaju složeniji, ne treba da bude veća pažnja na posledice njihove sposobnosti da autonomne odluke. Jedan istraživač kaže da bi autonomni roboti možda bili humaniji, pošto bi mogli efikasnije doći do donošenja odluka.
U okviru ove poslednje decenije, došlo je do intenzivnog istraživanja u autonomne vlasti sa mogućnošću da uče pomoću dodeljene moralne odgovornosti. "Rezultati se mogu koristiti prilikom izrade budućih vojnih robota, da kontrolišu neželjene tendencije da dodeli odgovornost robota." postoji šansa da će roboti razvijaju sposobnost da donose sopstvene logičke odluke o koga da ubije i zato treba da postoji niz moralni okvir da AI ne može zameniti.
AI oružje predstavlja vrstu opasnosti drugačije nego ljudsko upravljeno oružje. Mnoge vlade su počele da finansiraju programe za razvoj AI oružje. Zbog potencijal AI oružja postane opasniji od ljudsko upravljenog oružjija, Stiven Hoking i Maks Tegmark potpisali su peticije za zabranu AI oružje. Poruka od  Hoking i Tegmark navodi da AI oružje predstavlja neposrednu opasnost i da je potrebna akcija kako bi se izbegle katastrofe u bliskoj budućnosti.
"Ako bilo koja velika vojna sila gura napred sa razvojem AI oružja, globalna trka u naoružanju je praktično neizbežna, a krajnja tačka ove tehnološke putanje je očigledna: autonomno oružje će postati Kalašnikovi sutrašnjice", kaže peticija, koja uključuje Skajp co -founder Jaan Talin i MIT profesor lingvistike Noam Čomski.

## Osnovni argument
Ako superintelligent AI moguć, I a ako je moguće superintelligence ideje biti u suprotnosti sa osnovnim ljudskim vrednostima, onda A.I. predstavlja opasnost ljudskog izumiranja. Superintelligence, koji se može definisati kao sistem koji prevazilazi mogućnosti ljudi u svim relevantnim poduhvatima, mogu nadmudriti ljude bilo koje vreme kada svoje ciljeve stupe u konflikt sa ljudskim ciljevima; Stoga, osim ako superintelligence odluči da dozvoli čovečanstvo da koegzistiraju, prvi superintelligence da se stvori će neumitno dovesti do ljudskom istrebljenja
Ne postoji fizički zakon onemogućava čestice od toga da bude organizovane na načine koji obavljaju čak i više naprednih proračuna od aranžmana čestica u ljudskim mozgovima. Pojava superintelligence, ako i kada se desi, može da iznenadi ljudski rod. Eksplozivna tranzicija je moguća: čim se napravi prva Veštača inteligenicja, ona će samu sebe unaprediti dok ne dođe nastanak Superinteligencije. Baš kao što je sadašnji opstanak šimpanze zavisi od ljudskih odluka, isto tako bi ljudski opstanak zavisio od odluke i ciljeva nadljudskim AI. Rezultat bi mogao biti istrebljenja ljudi, ili neka druga globalna katastrofa.
| „ | Najčistiji slučaj jedne eksplozivne tranzicije veštačke inteligencije će biti kada ona bude u mogućnosti da prepisiuje svoj izvorni kod. Ključna ideja je da ako bude u mogućnosti da poboljša inteligenciju čak i malo, proces se ubrzava. To je prekretnica. Kao pokušaj da se uspostavi ravnoteža olovke na jednom kraju - čim se nagne čak malo, ubrzo pada ostatak puta. | ” |

## Dodatna literatura
- Russell, S.; Hauert, S.; Altman, R.; Veloso, M. (2015). „Robotics: Ethics of artificial intelligence”. Nature. 521 (7553): 415—418. Bibcode:2015Natur.521..415.. PMID 26017428. doi:10.1038/521415a.

## Spoljašnje veze
- Artificial Intelligence Topics in Ethics
- Governing Lethal Behavior: Embedding Ethics in a Hybrid Deliberative/Reactive Robot Architecture
- Research Paper: Philosophy of Consciousness and Ethics in Artificial Intelligence
- 3 Laws Unsafe Campaign - Asimov's Laws & I, Robot
- BBC News: Games to take on a life of their own
- „Who's Afraid of Robots?”. Архивирано из оригинала 22. 03. 2018. г. Приступљено 09. 10. 2016., an article on humanity's fear of artificial intelligence.
- A short history of computer ethics
- ASPCR - The American Society for the Prevention of Cruelty To Robots